# Kalenderreform
Als Kalenderreform wird die Änderung der Einteilung und Zählung von Zeiträumen bezeichnet. Viele Kalenderreformen entstanden aus dem gesellschaftlichen Bedürfnis nach höherer Genauigkeit bei der Planung der Aussaat in der Landwirtschaft. Daneben finden sich aber auch rein politisch oder religiös motivierte Kalenderreformen.
Die wichtigsten Reformen der ersten Art sind die Kalenderreform des Julius Caesar 45 v. Chr., deren Schaltregel allerdings erst im Jahre 8 unserer Zeitrechnung von Augustus durchgesetzt wurde, und die Zurechtrückung des Kalenders mit einer Korrektur der Schaltjahr-Vorschriften durch den gregorianischen Kalender im Jahre 1582. Die Einführung der christlichen Jahreszählung (im Jahre 525 durch Dionysius Exiguus) gilt dagegen nicht als Kalenderreform im engeren Sinne.

## Kalender-Korrektur durch Augustus
Während der julianische Kalender die Lage der Jahreszeiten im Kalender festlegte, setzte erst Augustus die die Feinjustierung betreffende richtige Anwendung der Schaltregel durch. Weil die julianische Schaltregel („quarto quoque anno“) in der Zeit nach Cäsars Tod, nach 44 v. Chr., falsch angewandt wurde, verschob sich der Kalender gegenüber den astronomischen Wendemarken des Umlaufs der Erde um die Sonne (Solstitien und Äquinoktien). Dies korrigierte Augustus im Jahre 8. Die Priesterschaft hatte nämlich bis dahin bei der Schaltregel „jedes vierte Jahr“ – damals üblich – das Ausgangsjahr mitgezählt („Inklusiv-Zählung“), so dass (nach heutiger „Exklusiv-Zählung“) schon in jedes dritte Jahr ein Schalttag eingefügt worden war.
Eine Kalenderreform im engeren Sinne hat es daher durch Augustus nicht gegeben. Die weit verbreitete Legende, dass Augustus „seinen“ Monat aus Eitelkeit umbenannt und verlängert habe und dass auch andere Monate verlängert oder verkürzt wurden, erfand erst Johannes de Sacrobosco im 13. Jahrhundert. Tatsächlich hatten schon im Jahre 45 v. Chr. die Monate ianuarius, martius, maius, quintilis, sextilis, octobris und decembris 31 Tage.

## Gregorianische Kalenderreform
Die nach Papst Gregor XIII. benannte gregorianische Kalenderreform im Jahre 1582 bewirkte im Wesentlichen, dass das kalendarische Tagesdatum „21. März“ wieder mit dem astronomischen Ereignis des Primaräquinoktiums (Frühlings-Tag-Nacht-Gleiche der nördlichen Erdhalbkugel) zusammenfällt. Weil man die Schalttagsvorschrift des julianischen Kalenders nach der augusteïschen Korrektur schematisch anwandte, hatte sich der Kalender und mit ihm das Tagesdatum „21. März“ im Laufe der Jahrhunderte bis zum Jahre 1582 um zehn Tage verschoben. Die Wiederherstellung der während des Konzils zu Nicäa im Jahre 325 bestehenden astronomisch-kalendarischen Verhältnisse im Jahre 1583 wurde im Rahmen der päpstlichen Bulle Inter gravissimas dadurch bewirkt, dass im Jahre 1582 in der Tageszählung des Kalenders die zwischen dem 4. Oktober und dem 15. Oktober liegenden Zähltage ausgelassen wurden. Im Kalender des Jahres 1582 folgte also auf Donnerstag, den 4. Oktober, Freitag, der 15. Oktober. Im Folgejahr zeigte dann ein Blick auf den Tageskalender am Tage des astronomischen Ereignisses Primaräquinoktium – wie im Jahre 325 – wieder den 21. März. Um eine erneute Weg-Verrückung des Kalenderdatums vom Tage des Primaräquinoktiums zu vermeiden, bestimmte die Reformregel schließlich, dass diejenigen Säkularjahre (Jahre, deren Zahl ein Vielfaches von 100 ist), deren Zahl dividiert durch 400 keine natürliche Zahl ergibt, nicht durch einen Schalttag verlängert werden. Letzteres war der Fall in den Jahren 1700, 1800 und 1900 und kommt wieder 2100, 2200, 2300, 2500 … im Gegensatz zu 1600, 2000, 2400 …
Unterschiedliche Übernahme der gregorianischen Reform
In reformierten und protestantischen Gegenden fand die Anpassung des Kalenders später statt. Diese Regionen waren nicht „papstgläubig“ und lehnten daher damals diese päpstlich initiierte Reform ab. Erst im Jahr 1700 war aufgrund der verschiedenen Schaltjahrregelungen ein weiterer Tag Differenz zu erwarten. Daraufhin einigten sich 1699 die protestantischen deutschen Territorien auf dem Reichstag in Regensburg und führten einen Verbesserten Kalender ein, der nur unwesentlich vom katholischen abwich. Dazu wurde der Monat Februar des Jahrs 1700 auf 18 Tage gekürzt. In den weiteren europäischen Ländern, die noch den julianischen Kalender hatten, erfolgte die Umstellung zu unterschiedlichen Zeitpunkten. So stellten die damals ziemlich souveränen Bündner Gemeinden Schiers und Grüsch als letzte im westlichen Europa erst 1812 um. Wichtig ist das Beachten dieser unterschiedlichen Zeitpunkte der Umstellung beim Auswerten historischer Texte.
In Osteuropa hatte aus ähnlichen Gründen auch die Russisch-Orthodoxe Kirche die Reform abgelehnt. In Russland und den weiteren GUS-Staaten richtet sich das öffentliche säkulare Leben seit der Oktoberrevolution nach dem gregorianischen Kalender (Umstellung vom 2. (alter Kalender) auf den 14. Februar 1918). Aber die orthodox-kirchlichen Feiertage und damit verknüpften Daten werden weiterhin nach dem julianischen Kalender berechnet. Ähnlich ist es auch in weiteren mittel- und osteuropäischen Staaten mit orthodoxer Tradition.

## Republikanischer Kalender nach der Französischen Revolution
Der französische Revolutionskalender stellte einen Kalender dar, der bewusst mit der christlichen Tradition brechen und einen auf rationalen Prinzipien basierenden und international akzeptablen Kalender einführen wollte. Dieser entsprach in seiner Struktur im Wesentlichen dem alten ägyptischen Kalender, dessen zwölf Monate ebenfalls sämtlich jeweils drei Dekaden (eine Dekade = zehn Tage) umfasste und der am Ende von Gemeinjahren fünf, am Ende von Schaltjahren jedoch sechs Einzeltage (französisch Sansculottiden und griechisch Epagomenen) aufwies.

## Sowjetischer Revolutionskalender
Er stellte eine antireligiöse Maßnahme zur Schaffung eines neuen Typus Menschen dar. Eine unterbrochene Fünf-Tage-Arbeitswoche mit 12 Monaten zu je 30 Tagen und 5 „überjahreszähligen“ arbeitsfreien Tagen sollte den christlichen Sonntag als Ruhetag beseitigen, und damit einen kulturellen Bruch mit der Vergangenheit herstellen. Die Länge der Jahre und der Monate wurde beibehalten.